# Камень Бытия
Камень Бытия (англ. Genesis Rock) — один из самых известных образцов лунного грунта (присвоенный номер 15415) размером приблизительно 90 мм и массой 269,4 г, найденный астронавтами Аполлона-15 Дэвидом Скоттом и Джеймсом Ирвином 1 августа 1971 года возле кратера Спар (англ. Spur Crater) в районе Хэдли—Апеннины (Hadley-Apeninne), находящемся в восточной части Болота Гниения (Palus Putredinis).

## Описание
Камень Бытия является анортозитом, состоящим в основном (98 %) из плагиоклаза, породообразующего минерала магматических горных пород. Кроме того, в его состав входит пироксен, а также, в следовых количествах, ильменит и кремнезём. Содержание анортитовой компоненты в плагиоклазе — 96 %.

## Значение находки
Предполагалось, что подобный образец должен являться фрагментом древней лунной коры и его обнаружение и изучение позволит прояснить ряд фундаментальных вопросов о происхождении и формировании Луны, да и Солнечной системы в целом. Именно поэтому геологи, принимавшие участие в подготовке астронавтов программы Аполлон, в частности, профессор Калифорнийского технологического института Ли Силвер, обращали особое внимание астронавтов на поиск анортозитов. Сообщение Дэвида Скотта и Джеймса Ирвина об обнаружении данного образца вызвало бурное ликование геологов, присутствовавших в специально отведённой комнате в центре управления миссией и не менее бурную радость самих астронавтов. В связи с исключительной научной важностью находки и вполне очевидными библейскими аллюзиями, первый найденный анортозит получил столь звучное название, несмотря на то что в тот же день астронавтами были найдены еще несколько аналогичных образцов меньшего размера.
После изучения этого образца на Земле специалисты пришли к выводу, в частности, по отношению изотопов стронция 86 и 87, что его возраст составляет 4,1 ± 0,1 миллиарда лет, а это означает, что образец значительно моложе Луны, хотя и является достаточно древним, образовавшимся, очевидно, в Донектарский (гиппарховский) период. Согласно общепринятой теории, лунная кора сформировалась при всплытии плагиоклазов в океане магмы. Однако отношение к этому процессу образца 15415 в точности неизвестно, поскольку его возраст слишком мал для формирования в первичном океане магмы. Что касается вопроса о происхождении Луны, он остается открытым и по сей день.
В исходном виде Камень Бытия не сохранился, поскольку был разделён на большое число фрагментов для исследований. В настоящее время часть фрагментов образца 15415 хранятся в построенном в 1979 году здании Лунной приёмной лаборатории в космическом центре имени Линдона Джонсона в Хьюстоне, штат Техас. Другая часть фрагментов перемещена в резервное хранилище на авиабазе ВВС США Брукс в Сан-Антонио, штат Техас.
На приведённой фотографии дюймовый (25,4 мм) кубик из анодированного алюминия справа от образца служит для указания на снимке сравнительного размера и ориентации образца.